# Iltani
Iltani (fl. ~1750 a. C.) fue una reina de la primera dinastía de Babilonia. Los archivos encontrados dicen que fue esposa del rey Aqba-Hammu. Se hallaron en una excavación arqueológica de Tell Rimah (Irak) en forma de tableta con escritura cuneiforme. Según estos informes, era dueña de grandes latifundios y de industrias palaciegas y textiles, hay mucha documentación sobre su trabajo como supervisora. Tenía una hermana llamada Belassunu.
Hubo además al menos tres sacerdotisas naditu llamadas Iltani.
Es una de las 1038 mujeres que figuran en The Dinner Party y la asocian a la diosa Ishtar.